# Siège de Montségur
Croisade des albigeois
Batailles
Chronologie de la croisade des albigeois
- Béziers
- Carcassonne

- Minerve
- Termes
- Lavaur
- Montgey
- 1er Toulouse
- Castelnaudary
- Muret

- Beaucaire
- 2e Toulouse
- Marmande
- Baziège
- 3e Toulouse

- Avignon
- Montségur

Le site de Montségur, important lieu de refuge des cathares, est assiégé à plusieurs reprises durant la Croisade contre les albigeois de la première moitié du XIIIe siècle. Le siège le plus important est celui de 1243-1244, qui s'achève par la prise du castrum et la mort sur le bûcher de plus de deux cents Albigeois.

## Montségur
Montségur est un fief qui appartient au XIIe siècle à la famille de Péreille. Le site est probablement en ruines en 1200. Vers 1204, l'évêque cathare de Mirepoix demande à son seigneur de rebâtir le castrum. Certains supposent que les « Parfaits » (nom donné aux Albigeois - ces derniers s'appelaient eux-mêmes « Bonnes Dames »  et  « Bons Hommes » ), informés des projets d’Innocent III à leur encontre, auraient voulu disposer d’un refuge.
Avec l’occupation des possessions des Trencavel, puis du comté de Toulouse par les troupes de Simon IV de Montfort en 1216, Montségur devient un centre cathare important. Bien que connaissant cette situation, Montfort ne se préoccupa pas de ce castrum, qui lui aurait fait perdre beaucoup de temps alors qu’il avait tant à faire pour contrôler ses conquêtes. Le castrum servait ainsi de refuge aux périodes les plus sombres de la lutte, pour se vider en période de paix, les croyants et religieux cathares repartant dans les plaines.
En 1232, l’évêque albigeois Guilhabert de Castres demande au seigneur Raymond de Péreille l’autorisation de faire de Montségur le "siège et la tête" de l'église albigeoise. Après une longue réflexion, Raimond accepte. Le castrum devient alors le principal refuge de la communauté albigeoise, hébergeant près de cinq cents âmes. De ce fait, il devient un véritable lieu de convergence pour les tenants de l'hérésie albigeoise. Leur Église, dotée de quelques moyens financiers, aide Raimond de Péreille à recruter des soldats pour défendre le castrum. Le seigneur fait également venir son cousin, le chevalier faydit, Pierre-Roger de Mirepoix, lui confie le commandement de la garnison du castrum et lui donne la main de sa fille Philippa pour sceller leur alliance familiale, militaire et politique.

## Le siège
En 1243, lors du concile de Béziers, les prélats catholiques décident d'en finir avec Montségur et d'en organiser le siège. Ils veulent également répondre au massacre des Inquisiteurs à Avignonet et châtier ses instigateurs. Le concile confie la lutte à Hugues des Arcis, sénéchal de Carcassonne. Ce dernier met le siège au mois de mai 1243 après avoir établi un cordon de sécurité, qui se révèlera cependant inefficace, car il n’empêchera jamais le seigneur de Péreille de communiquer avec l’extérieur. L’été et l’automne s’écoulent sans que des actions importantes ne soient entreprises, Hugues des Arcis cherche les points faibles de la forteresse et Raimond de Péreille attend les secours du comte Raymond VII de Toulouse.
Le comte de Toulouse, toujours excommunié, cherche alors à rentrer en grâce auprès du pape et n’a pas, de toutes les façons, les moyens militaires pour déloger l’assaillant. Hugues des Arcis, l’hiver venu, ne plie pas bagages pour autant. Il a désormais un plan. Une nuit, des hommes armés à la légère escaladent un angle de la montagne et occupent le fortin qui s'y trouve (peut-être le lieu-dit du Roc de la Tour). La prise de cette défense avancée permet à une partie de l’armée de s’installer à la même altitude que les premières défenses importantes du castrum. En novembre 1243, Durand de Beaucaire, évêque d’Albi, arrive avec un nouveau contingent de soldats. Leurs connaissances techniques leur permettent d’installer une machine de jet et de bombarder une barbacane qui, située sur la crête, défend l’accès au castrum sommital.
En janvier 1244, Péreille et Mirepoix reçoivent l'ingénieur Bertrand de la Bacalaria envoyé par le comte de Toulouse. Il construit plusieurs machines pour contrer celle des croisés. En février, la barbacane, qui subit des bombardements depuis trois mois, est finalement prise par les assaillants. Raymond de Péreille, avec le consentement de l'évêque albigeois Bertrand Marty, décide de négocier la reddition du château. Les pourparlers commencent le 1er mars. Hugues des Arcis accepte les conditions demandées par Raimond de Péreille :
- reddition de la forteresse au bout de quinze jours ;
- pardon à tous les défenseurs, y compris ceux qui ont participé au massacre d’Avignonet, à condition qu'ils comparaissent devant l’Inquisition qui leur fera subir, éventuellement, une peine légère ;
- vie sauve à tous les autres habitants du château à condition qu'ils abjurent leur hérésie albigeoise ;
- ceux qui s'y refuseront seront brûlés.

## Bilan

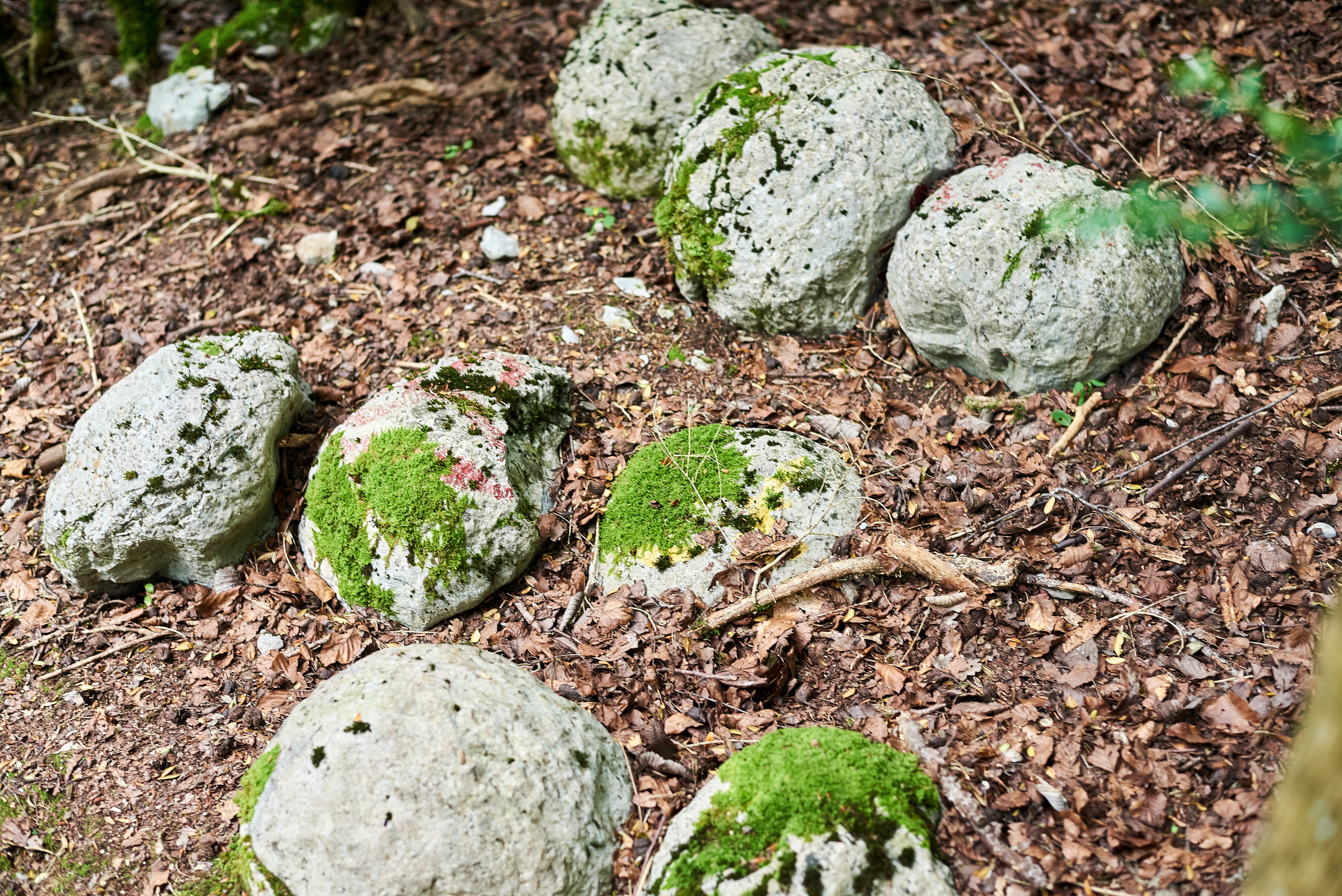
Vestiges d'artillerie sur la montagne de Montségur.

La forteresse est livrée le 16 mars. Certains des Albigeois, au nombre de 215 à 220, refusent d’abjurer et sont brûlés vifs. Le castrum est confié en 1245 à Guy II de Lévis, seigneur de Mirepoix, qui fait rebâtir peu après le château actuel pour y installer une faible garnison. 
Après le bûcher, l’Église albigeoise est complètement désorganisée. Les dernières citadelles du mouvement albigeois, Quéribus et Niort-de-Sault, se rendent en 1255 et les derniers Bons Hommes se réfugient en Lombardie. 
Auparavant et pendant le siège, vers Noël 1243, plusieurs Albigeois avaient quitté le château et s'étaient glissés entre les lignes françaises, emportant un trésor pour le cacher dans une grotte du Sabarthès. De même, quatre Bons Hommes avaient quitté secrètement le château au moment de la reddition. Ces faits, dont la finalité demeure encore mystérieuse, ont donné lieu à de nombreuses spéculations à propos d'un trésor » des Albigeois et des mystères dits "cathares".

## Commémoration
Un monument commémorant les deux cent Parfaits brûlés à l'issue de ce siège est édifié à Montségur. Il a été dressé au printemps 1960 sous l'égide de la « Société du souvenir et des études cathares » fondée par Déodat Roché (1877-1978). 

### Bibliographie

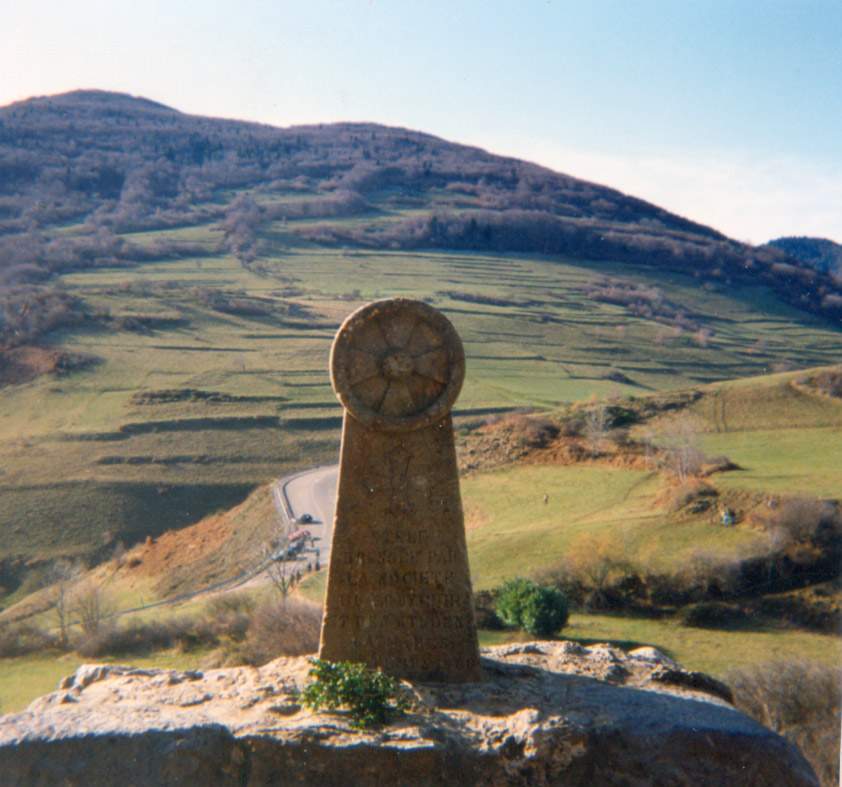
Monument commémorant les deux cents Parfaits brûlés à l'issue du siège